# Bortniki (rejon tulczyński)
Bortniki (ukr. Бортники) – wieś na Ukrainie, w obwodzie winnickim, w rejonie tulczyńskim.